# علي جياش
فنان يمني ممثل ومسرحي يعتبر من جيل الرواد في المسرح اليمني قدم الكثير من الأعمال المسرحية وله العديد من الأعمال الدرامية ،التحق بفرقة المسرح الوطني في صنعاء رسميا عام 1980،انقطع منذ عام 2008 كثيرا عن الأعمال الدرامية ولا يشارك إلا في بعض الإسكتشات التوعوية التي يقدمها التلفزيون اليمني بين الحين والآخر .

## أعمال

### مسلسلات
- أسرار المجانين سبع حلقات
- تلفزيون عبر العصور
- المهر
- نجوم الحرية
- بين الأمس واليوم
- الثأر
- أشواق و أشواك

وغيرها

### مسرحيات
- مغامرة رأس الملك جابر
- المهرج
- المنافق
- مغترب إلى الأبد
- القلاصات
- حلاق بغداد
- الحمار والمرآة
- هش هش

وغيرها